# Kap Gage
Kap Gage ist das felsige Ostkap der westantarktischen James-Ross-Insel. Es liegt an der Westseite der nördlichen Einfahrt in die Admiralitätsstraße.
Entdeckt wurde es während der Antarktisexpedition (1839–1843) des britischen Polarforschers James Clark Ross. Dieser benannte das Kap nach Vizeadmiral William Hall Gage (1777–1864), Lord Commissioner der britischen Admiralität.